# Atapan
Atapan är en ort i Mexiko.   Den ligger i kommunen Los Reyes och delstaten Michoacán de Ocampo, i den södra delen av landet, 300 km väster om huvudstaden Mexico City. Atapan ligger 1 582 meter över havet och antalet invånare är 2 323.
Terrängen runt Atapan är huvudsakligen kuperad, men åt nordost är den bergig. Runt Atapan är det ganska tätbefolkat, med 111 invånare per kvadratkilometer. Närmaste större samhälle är Peribán de Ramos, 14,5 km söder om Atapan. I omgivningarna runt Atapan växer huvudsakligen savannskog.